# Coamo (Coamo)
Coamo es un barrio-pueblo ubicado en el municipio de Coamo en el estado libre asociado de Puerto Rico. En el Censo de 2010 tenía una población de 6685 habitantes y una densidad poblacional de 2.906,64 personas por km².

## Geografía
Coamo se encuentra ubicado en las coordenadas 18°4′42″N 66°21′36″O / 18.07833, -66.36000. Según la Oficina del Censo de los Estados Unidos, Coamo tiene una superficie total de 2.3 km², de la cual 2.3 km² corresponden a tierra firme y (0.11%) 0 km² es agua.

## Demografía
Según el censo de 2010, había 6685 personas residiendo en Coamo. La densidad de población era de 2.906,64 hab./km². De los 6685 habitantes, Coamo estaba compuesto por el 76.78% blancos, el 11.8% eran afroamericanos, el 0.45% eran amerindios, el 0.03% eran asiáticos, el 6.81% eran de otras razas y el 4.13% pertenecían a dos o más razas. Del total de la población el 99.64% eran hispanos o latinos de cualquier raza.